# 52-га мотострілецька дивізія (СРСР)
52-га мотострілецька Мелітопольська Червонопрапорна дивізія (52 МСД, в/ч 41678) — колишня мотострілецька дивізія Радянської армії, яка існувала від 1957 до 1994 року. Створена 17 травня 1957 року на основі 52-ї стрілецької дивізії у місті Керч, Кримська область. Дивізія мала статус кадрованої, тому була укомплектована особовим складом і технікою лише на 15% (1900 осіб) від штатної чисельності. Від 1 грудня 1987 року вона була перетворена на 978-й територіальний навчальний центр. Від 1 липня 1990 року була перетворена на 5208-гу базу зберігання озброєння та техніки.

## Історія
Створена 17 травня 1957 року на основі 52-ї стрілецької дивізії у місті Керч, Кримська область.
Реорганізація 19 лютого 1962 року:
- створено 000 окремий ремонтно-відновлювальний батальйон
- створено 559-й окремий ракетний батальйон

У 1968 році 598-й окремий саперний батальйон було перейменовано в 598-й окремий інженерно-саперний батальйон.
У квітні 1969 року 91-й мотострілецький полк був переданий до 157-ї мотострілецької дивізії та замінений на новий 459-й мотострілецький полк.
У липні 1970 року 362-й мотострілецький полк був використаний для розгортання нової 91-ї мотострілецької дивізії та був переформований.
Реорганізація 15 листопада 1972 року:
- створено 0000 окремий протитанковий артилерійський батальйон
- створено 00 окремий гвардійський реактивний артилерійський батальйон - включено до складу артилерійського полку в травні 1980

У 1980 році 000 окремий моторизований транспортний батальйон було перейменовано на 0000 окремий батальйон матеріального забезпечення.
1 грудня 1987 року з'єднання перетворене на 978-й територіальний навчальний центр.
1 липня 1990 року навчальний центр перетворено на 5208-му базу зберігання озброєння та техніки.
Розформовано в 1994 році.

## Структура
Протягом історії з'єднання його стурктура та склад неодноразово змінювались.

### 1960
- 91-й мотострілецький полк (Керч, Кримська область)
- 206-й мотострілецький полк (Керч, Кримська область)
- 362-й мотострілецький полк (Феодосія, Кримська область)
- 253-й танковий полк (Керч, Кримська область)
- 1012-й артилерійський полк (Керч, Кримська область)
- 1056-й зенітний артилерійський полк (Керч, Кримська область)
- 101-й окремий розвідувальний батальйон (Керч, Кримська область)
- 598-й окремий саперний батальйон (Керч, Кримська область)
- 432-й окремий батальйон зв'язку (Феодосія, Кримська область)
- 000 окрема рота хімічного захисту (Керч, Кримська область)
- 189-й окремий санітарно-медичний батальйон (Керч, Кримська область)
- 000 окремий моторизований транспортний батальйон (Керч, Кримська область)

### 1970
- 206-й мотострілецький полк (Нижньоудінськ, Іркутська область)
- 362-й мотострілецький полк (Нижньоудінськ, Іркутська область)
- 459-й мотострілецький полк (Нижньоудінськ, Іркутська область)
- 253-й танковий полк (Нижньоудінськ, Іркутська область)
- 1012-й артилерійський полк (Нижньоудінськ, Іркутська область)
- 1056-й зенітний артилерійський полк (Нижньоудінськ, Іркутська область)
- 559-й окремий ракетний батальйон (Нижньоудінськ, Іркутська область)
- 101-й окремий розвідувальний батальйон (Нижньоудінськ, Іркутська область)
- 598-й окремий інженерно-саперний батальйон (Нижньоудінськ, Іркутська область)
- 432-й окремий батальйон зв'язку (Нижньоудінськ, Іркутська область)
- 000 окрема рота хімічного захисту (Нижньоудінськ, Іркутська область)
- 000 окремий ремонтно-відновлювальний батальйон (Нижньоудінськ, Іркутська область)
- 189-й окремий санітрано-медичний батальйон (Нижньоудінськ, Іркутська область)
- 000 окремий моторизований транспортний батальйон (Нижньоудінськ, Іркутська область)

### 1980
- 206-й мотострілецький полк (Нижньоудінськ, Іркутська область)
- 362-й мотострілецький полк (Нижньоудінськ, Іркутська область)
- 459-й мотострілецький полк (Нижньоудінськ, Іркутська область)
- 253-й танковий полк (Нижньоудінськ, Іркутська область)
- 1012-й артилерійський полк (Нижньоудінськ, Іркутська область)
- 1056-й зенітний артилерійський полк (Нижньоудінськ, Іркутська область)
- 559-й окремий ракетний батальйон (Нижньоудінськ, Іркутська область)
- 0000 окремий протитанковий артилерійський батальйон (Нижньоудінськ, Іркутська область)
- 101-й окремий розвідувальний батальйон (Нижньоудінськ, Іркутська область)
- 598-й окремий інженерно-саперний батальйон (Нижньоудінськ, Іркутська область)
- 432-й окремий батальйон зв'язку (Нижньоудінськ, Іркутська область)
- 000 окрема рота хімічного захисту (Нижньоудінськ, Іркутська область)
- 000 окремий ремонтно-відновлювальний батальйон (Нижньоудінськ, Іркутська область)
- 189-й окремий медичний батальйон (Нижньоудінськ, Іркутська область)
- 0000 окремий батальйон матеріального забезпечення (Нижньоудінськ, Іркутська область)

### 1987
- 206-й мотострілецький полк (Нижньоудінськ, Іркутська область)
- 362-й мотострілецький полк (Нижньоудінськ, Іркутська область)
- 459-й мотострілецький полк (Нижньоудінськ, Іркутська область)
- 253-й танковий полк (Нижньоудінськ, Іркутська область)
- 1012-й артилерійський полк (Нижньоудінськ, Іркутська область)
- 1056-й зенітний артилерійський полк (Нижньоудінськ, Іркутська область)
- 559-й окремий ракетний батальйон (Нижньоудінськ, Іркутська область)
- 0000 окремий протитанковий артилерійський батальйон (Нижньоудінськ, Іркутська область)
- 101-й окремий розвідувальний батальйон (Нижньоудінськ, Іркутська область)
- 598-й окремий інженерно-саперний батальйон (Нижньоудінськ, Іркутська область)
- 432-й окремий батальйон зв'язку (Нижньоудінськ, Іркутська область)
- 000 окрема рота хімічного захисту (Нижньоудінськ, Іркутська область)
- 000 окремий ремонтно-відновлювальний батальйон (Нижньоудінськ, Іркутська область)
- 189-й окремий медичний батальйон (Нижньоудінськ, Іркутська область)
- 0000 окремий батальйон матеріального забезпечення (Нижньоудінськ, Іркутська область)

## Розташування
- Штаб (Нижньоудінськ): 54 54 53N, 99 03 32E
- Нижньоудінські казарми: 54 55 18N, 99 03 50E